# Felix Wankel

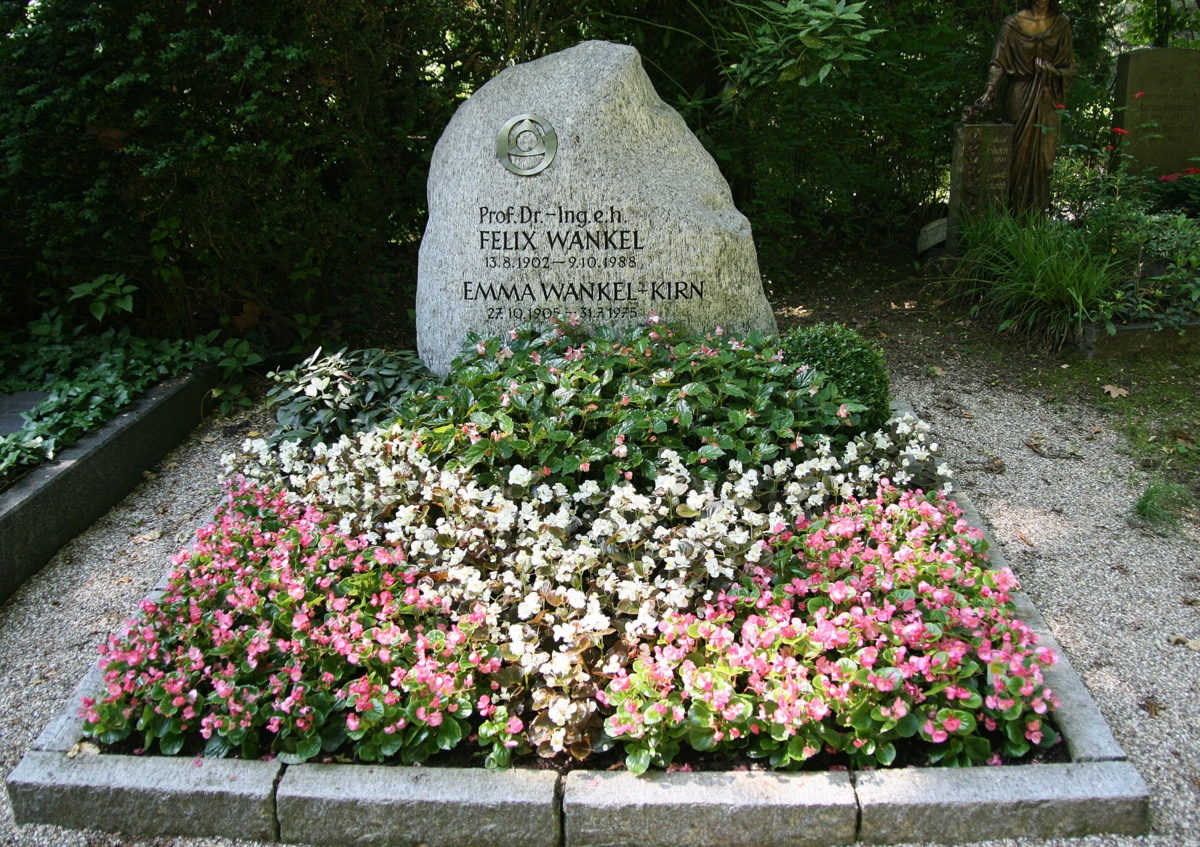
Mormântul lui Felix Wankel

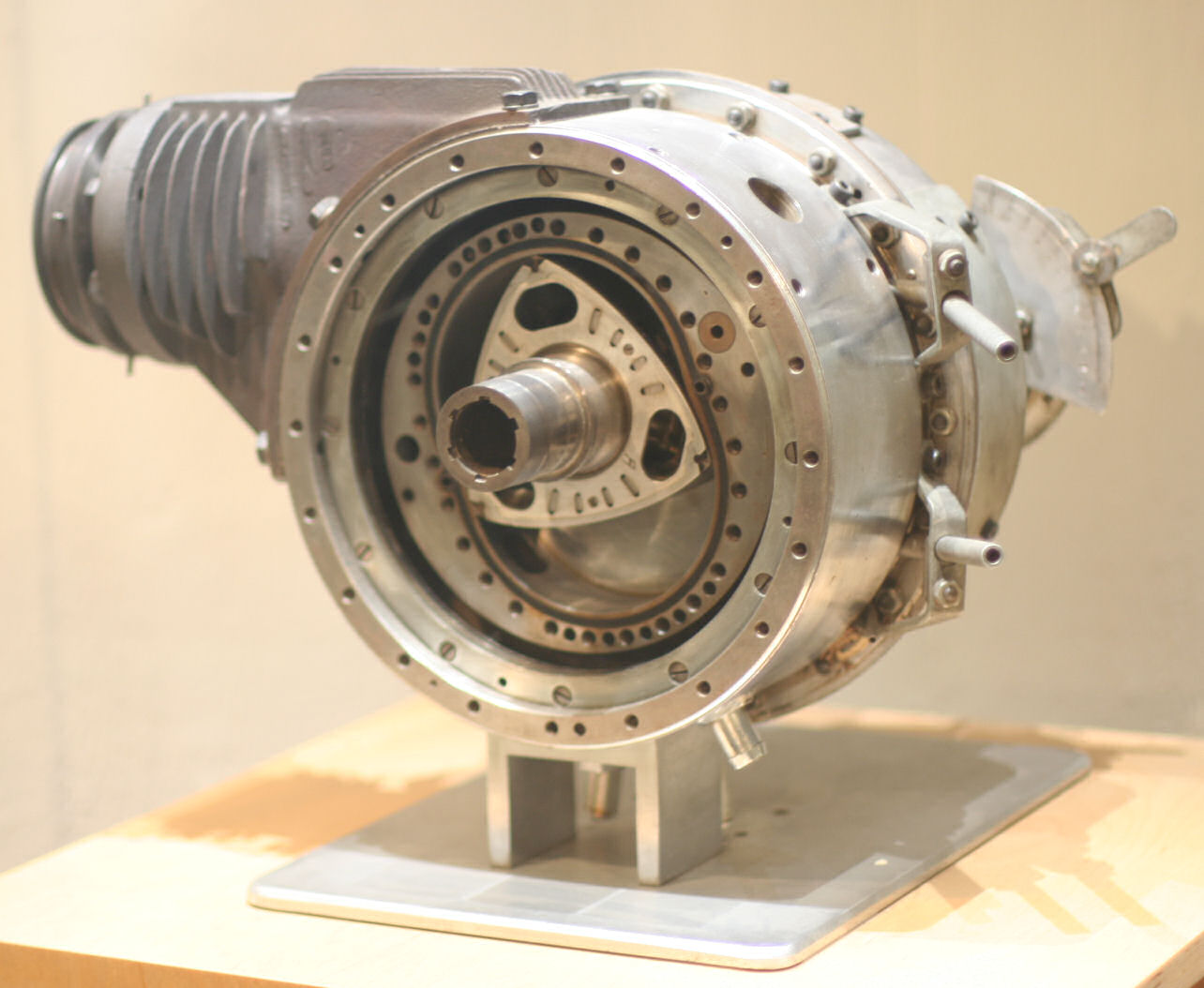
Motorul Wankel tip DKM54, din 1957

Felix Heinrich Wankel (n. 13 august 1902, Lahr/Schwarzwald, Baden-Württemberg, Germania – d. 9 octombrie 1988, Heidelberg, RFG) a fost un inginer mecanic german și inventator al motorului Wankel.